# Iker Undabarrena
Iker Undabarrena Martínez (Gorliz, 18 maggio 1995) è un calciatore spagnolo, centrocampista del Johor Darul Ta'zim.

## Caratteristiche tecniche
È un centrocampista centrale.

## Carriera
Cresciuto nel settore giovanile dell'Athletic Bilbao, ha debuttato in prima squadra il 28 novembre 2012 disputando l'incontro di UEFA Europa League vinto 2-0 contro l'Ironi K. Shmona. Dopo aver disputato oltre 100 partite con la seconda squadra del club basco, il 3 luglio 2018 si è trasferito al Tenerife.

## Palmarès

### Club

#### Competizioni nazionali
- Segunda División: 1

Leganés: 2023-2024
- Liga Super: 1

Johor Darul Ta'zim: 2024-2025
- Coppa della Malaysia: 1

Johor Darul Ta'zim: 2024-2025